# Pla de Beret
Pour les articles homonymes, voir Beret.
Le Pla de Beret est une zone plane à environ 1 880 m d'altitude, et un col des Pyrénées (Puerto de Beret en espagnol) situé en Espagne dans le Val d'Aran.
Le col fut le terrain du final de la 11e étape du Tour de France 2006, remportée par le russe Denis Menchov.

## Toponymie
Pla, en catalan, est synonyme du français « plan » (et de l'occitan plan, même sens). En géographie, il désigne en particulier une plaine ou un plateau, zone de montagne à peu près plane.

## Géographie

### Topographie

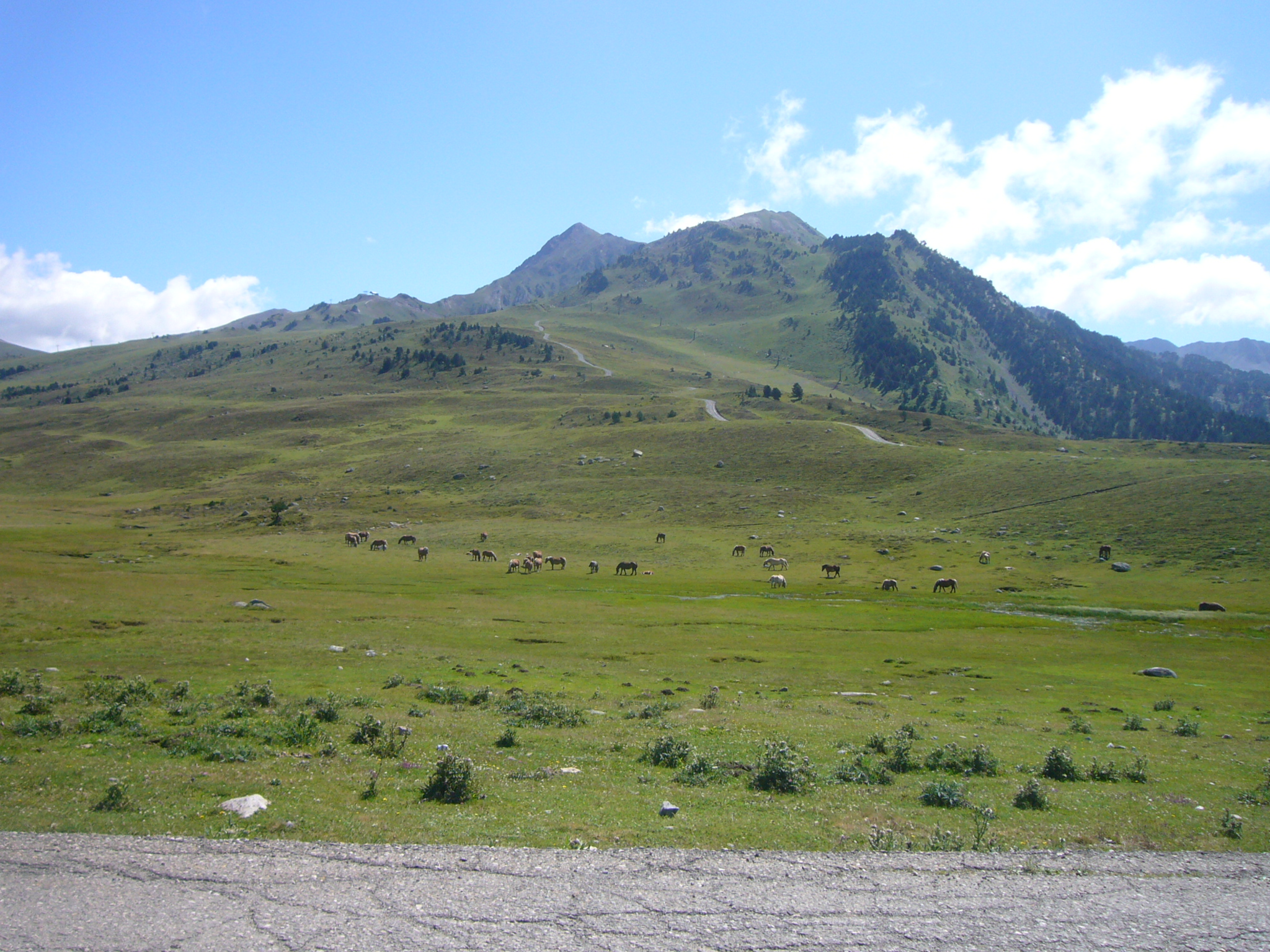
Estive

Le Pla de Beret se trouve au nord de la route C-28, qui après avoir traversé le Val d'Aran rejoint le Pallars Sobirà au port de la Bonaigua. La route franchit le puerto de Beret avant d'atteindre le pla, qui s'étend sur 4 km de long, de l'ull de la Garona à la cabane des Gavatxos, et est couvert de prairies naturelles, les plus vastes d'Aran.
Les prairies s'élèvent par endroits jusqu'aux sommets voisins qui forment, à l'est, le massif de Beret.
Deux sources jaillissent au Pla de Beret : celle de la Noguera Pallaresa, et l'ull ou ulh de Garona. Ull (en catalan), ulh ou uèlh (en aranais) signifie « œil », « trou, ouverture » ou « source » : il s'agit ici de la source de la Garonne, dite aussi Garonne orientale. Depuis 1931, où Norbert Casteret a mis en évidence que les eaux du Guelh de Joèu, près de la frontière française, provenaient, via le « Trou du Toro », du massif de la Maladeta, la source officielle de la Garonne, selon les conventions, ne serait plus au Pla de Beret mais à la source de ce petit ruisseau né à une altitude supérieure.

## Sports

### Randonnées
Au Pla de Beret se trouve le grand parking de l'Orry (1 860 m), point de départ de randonnées vers les estanys de Bassiver et de Rosari.

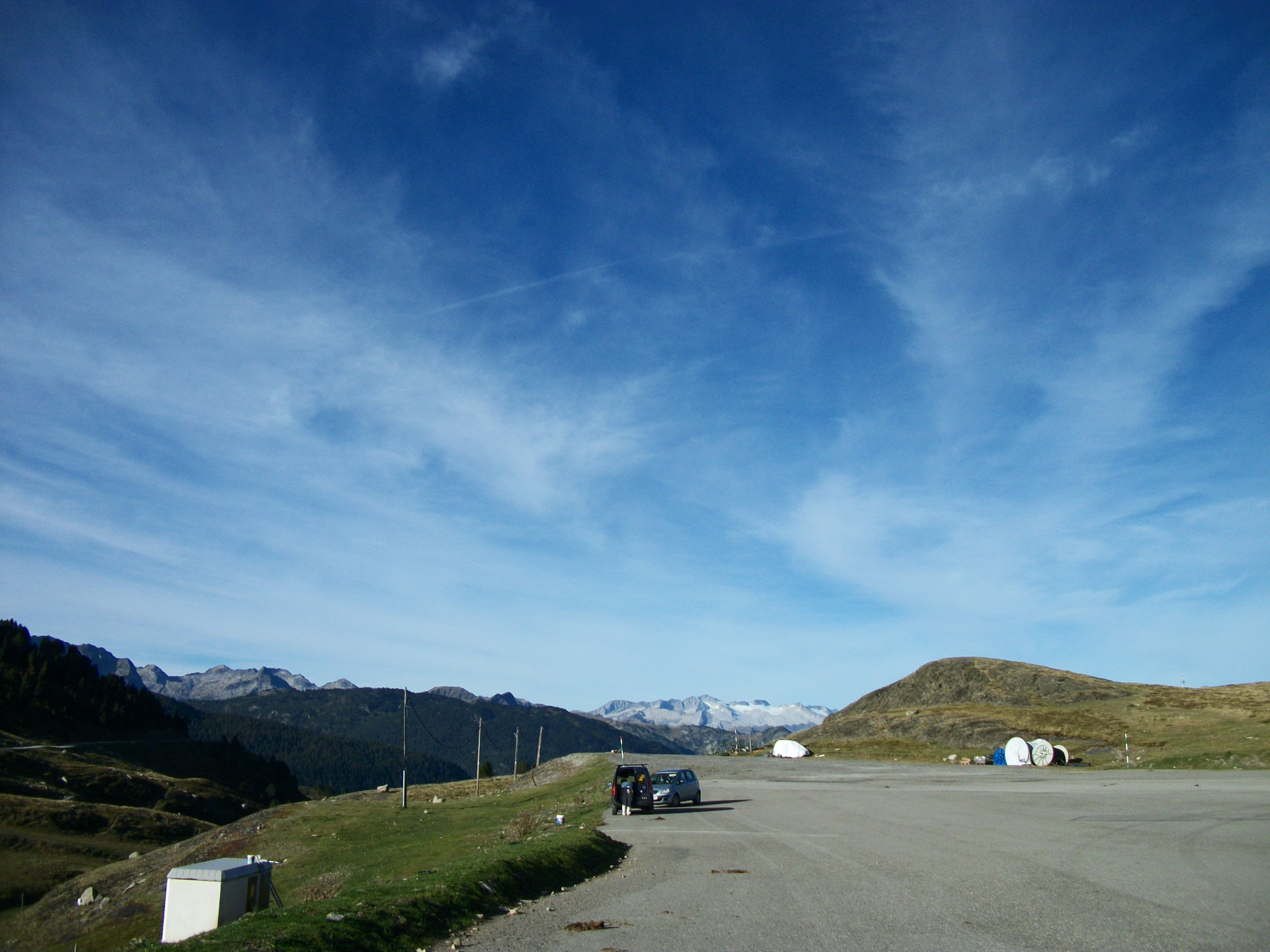
Parking de l'Orry avec en arrière-plan le massif de la Maladeta avec ses glaciers.
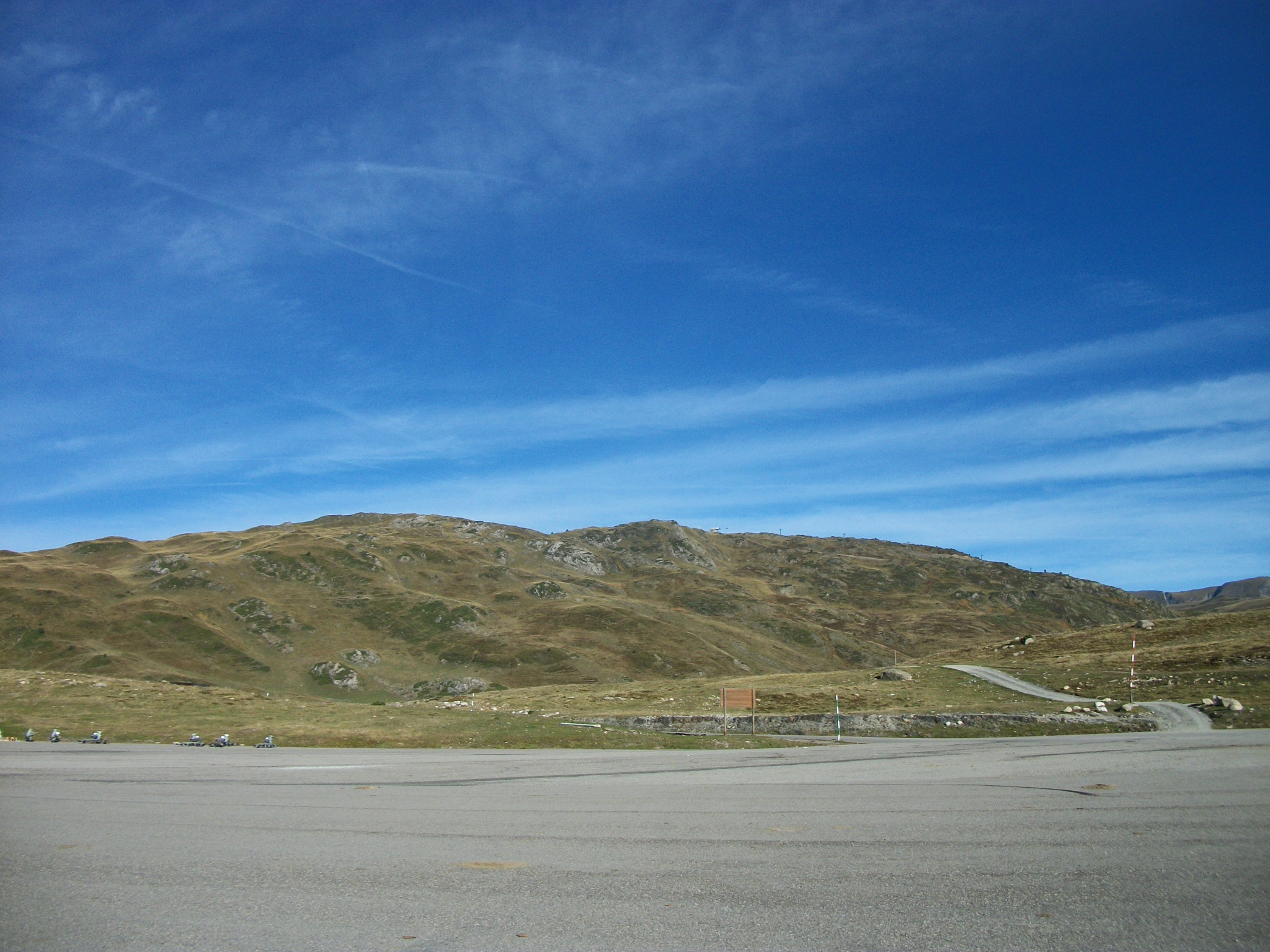
Parking de l'Orry au Pla de Beret.
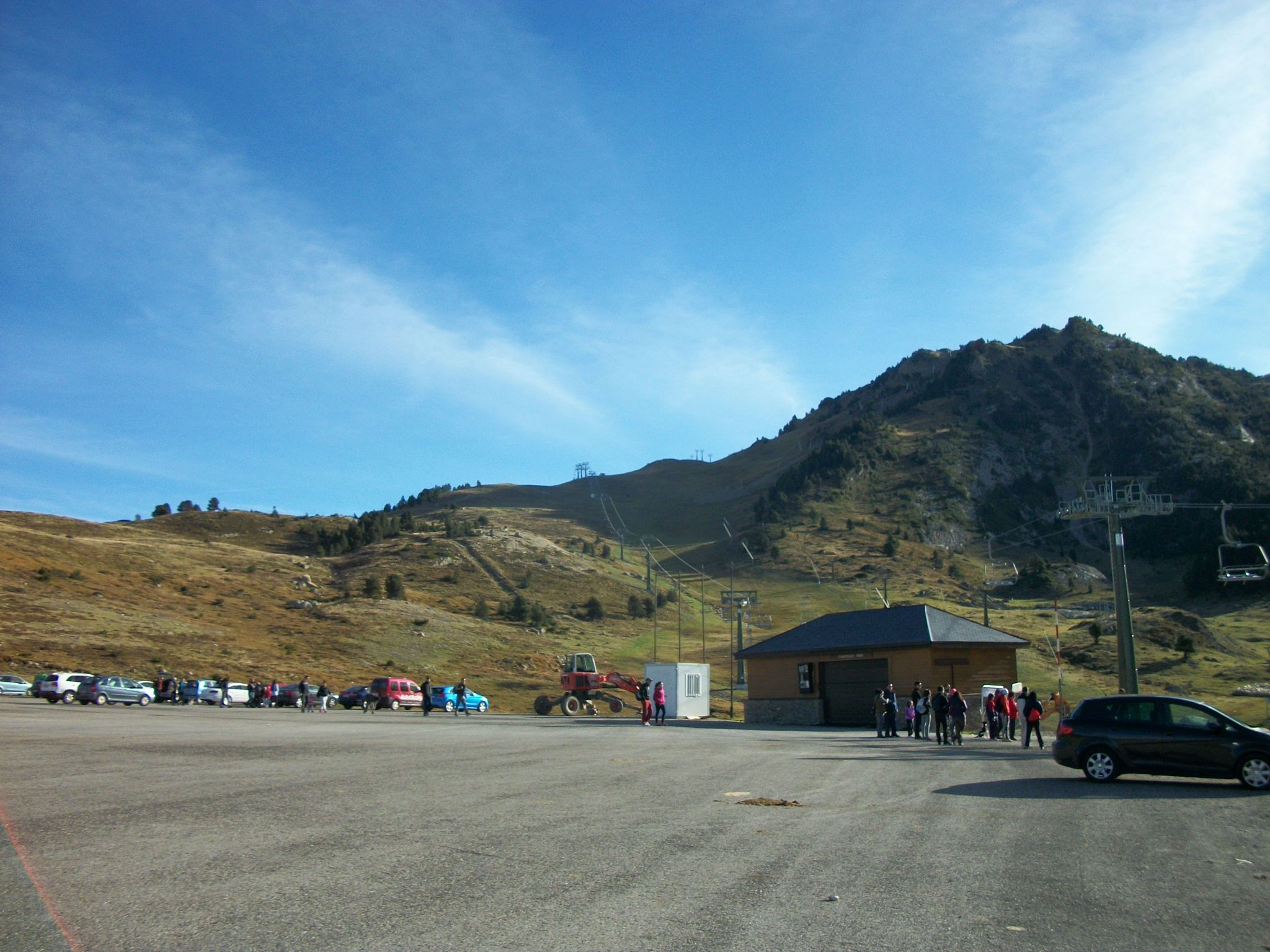
Parking de l'Orry avec l'accueil et les télésièges de la station de ski Baqueira Beret, point de départ de randonnées vers les estanys de Bassiver et de Rosari.

### Ski
Le Pla de Beret fait partie de la station de Baqueira Beret (en aranais, Vaquèira-Beret). Le Pla possède une piste de ski de fond d'une longueur de 7 km. Chaque année a lieu une importante compétition de ski de fond, la Marxa Beret.

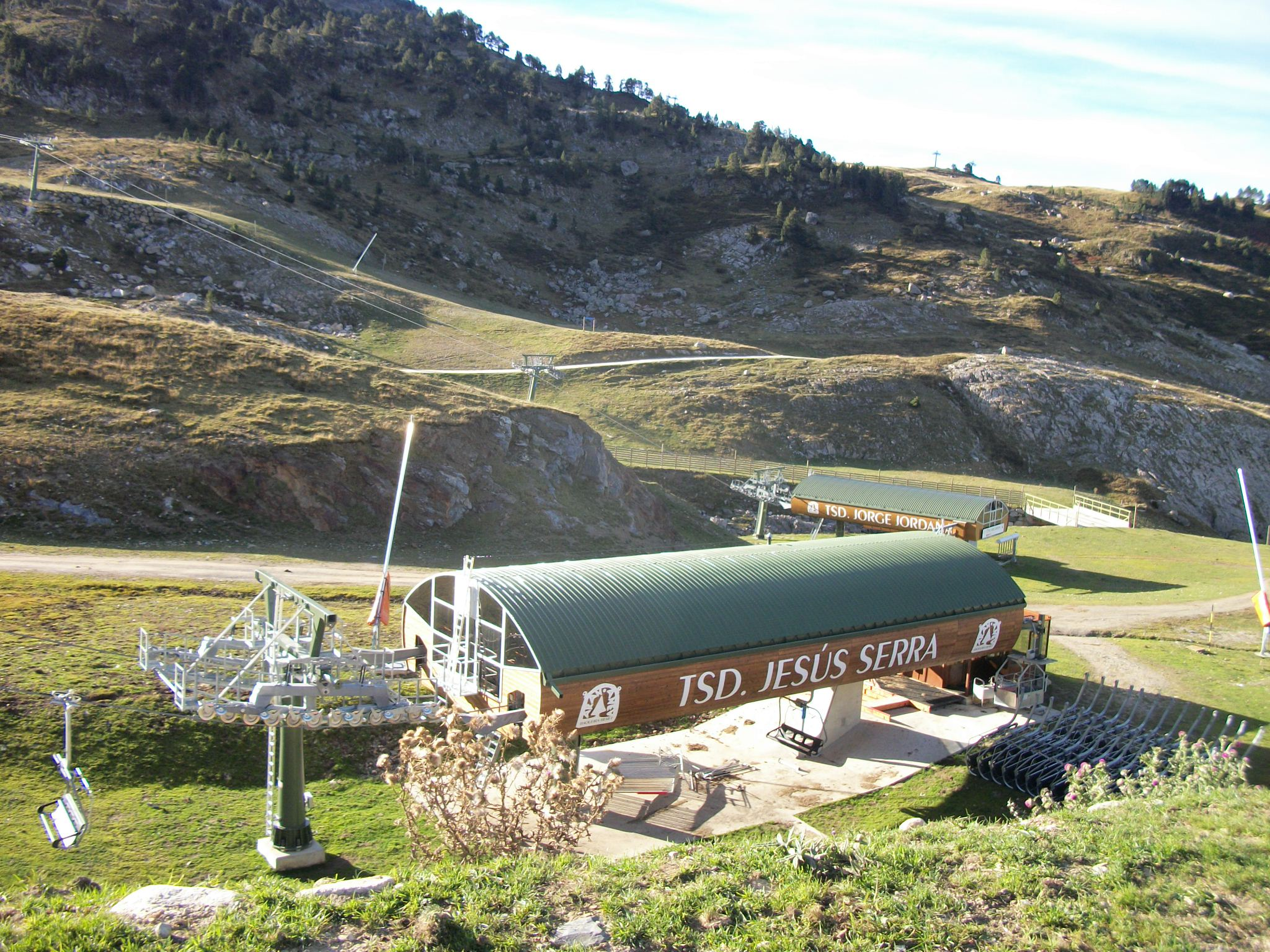
Télésiège de la station de ski de Baqueira Beret au Pla de Beret vu depuis le parking de l'Orry.
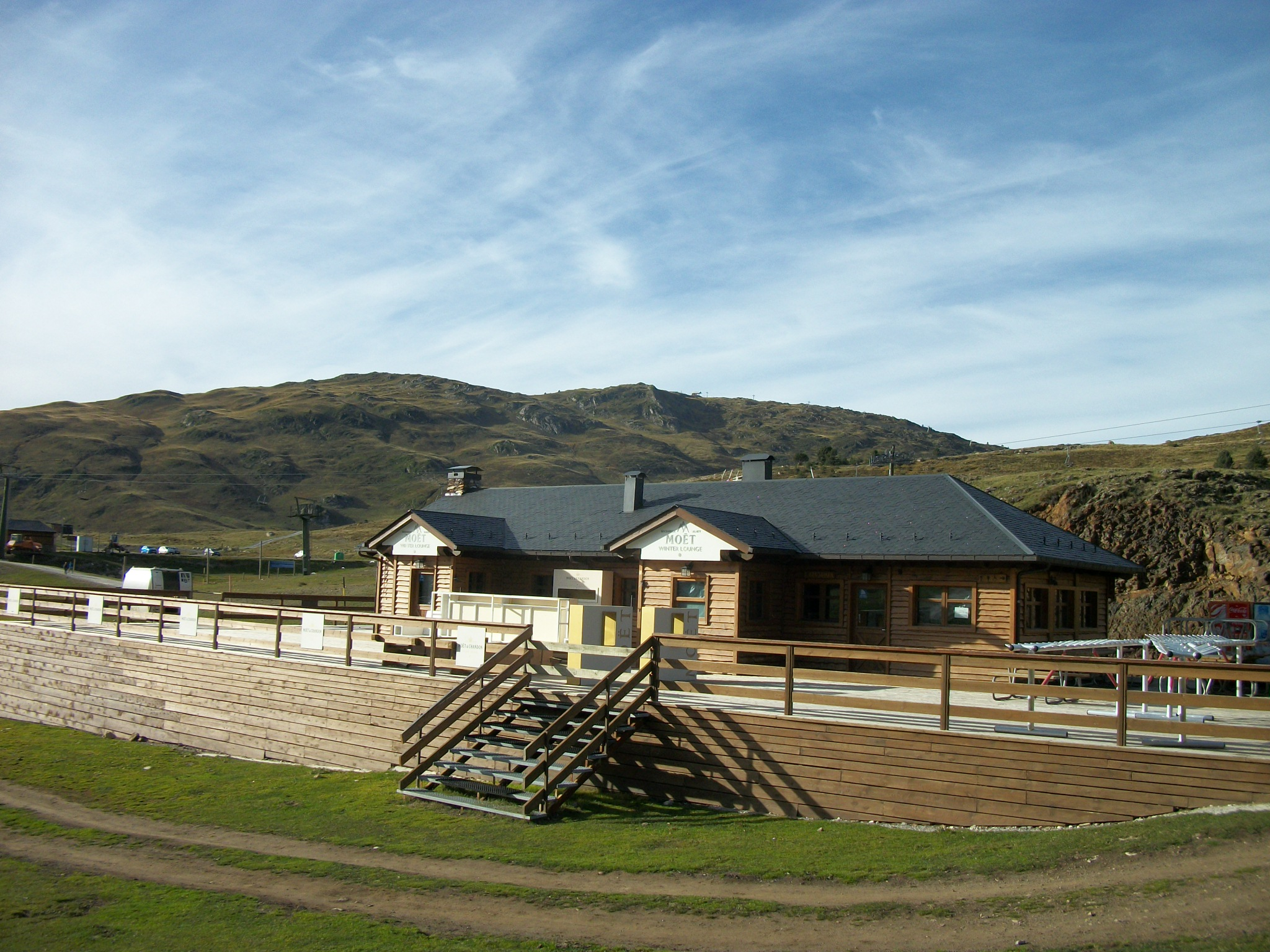
Restaurant de la station de ski de Baqueira Beret au Pla de Beret.

### Tour d'Espagne
- 2008 :  David Moncoutié
- 2003 :  Joaquim Rodríguez
- 1999 :  Daniele Nardello
- 1995 :  Alex Zülle
- 1993 :  Jon Unzaga
- 1991 : étape annulée

### Tour de France
- 2006 (11e étape) :  Denis Menchov